# Kocierzew Południowy (gmina)
Kocierzew Południowy (daw. gmina Kompina) – gmina wiejska w województwie łódzkim, w powiecie łowickim. W latach 1975–1998 gmina położona była w województwie skierniewickim.
Siedziba gminy to Kocierzew Południowy.
Według danych z 31 grudnia 2010 gminę zamieszkiwały 4573 osoby.

## Struktura powierzchni
Według danych z roku 2007 gmina Kocierzew Południowy ma obszar 93,70 km², w tym:
- użytki rolne: 93%
- użytki leśne: 2%

Gmina stanowi 9,48% powierzchni powiatu łowickiego.

## Demografia

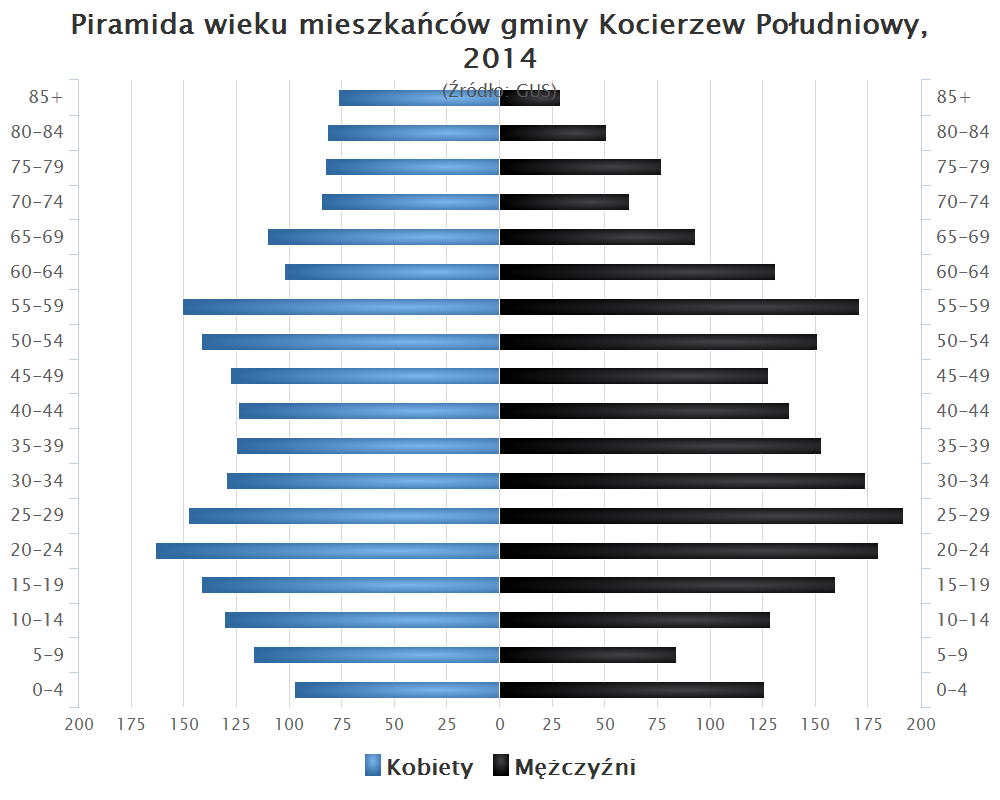
Piramida wieku mieszkańców gminy Kocierzew Południowy w 2014 roku

Dane z 31 grudnia 2007:
| Opis                              | Ogółem | Ogółem | Kobiety | Kobiety | Mężczyźni | Mężczyźni |
| --------------------------------- | ------ | ------ | ------- | ------- | --------- | --------- |
| jednostka                         | osób   | %      | osób    | %       | osób      | %         |
| populacja                         | 4633   | 100    | 2325    | 50,2    | 2308      | 49,8      |
| gęstość zaludnienia (mieszk./km²) | 49     | 49     | 25      | 25      | 25        | 25        |

## Wsie sołeckie
Boczki Chełmońskie, Gągolin Południowy, Gągolin Północny, Gągolin Zachodni, Jeziorko, Kocierzew Południowy, Kocierzew Północny, Konstantynów, Lenartów, Lipnice, Łaguszew, Osiek, Ostrowiec, Płaskocin, Różyce, Sromów, Wejsce, Wicie.

## Ochotnicze Straże Pożarne w gminie
1. OSP Kocierzew – S-1
2. OSP Wicie – S-3, w Krajowym systemie ratowniczo-gaśniczym
3. OSP Boczki – S-2, w Krajowym systemie ratowniczo-gaśniczym
4. OSP Łaguszew – M
5. OSP Wejsce – S-1
6. OSP Jeziorko – S-1
7. OSP Lipnice – S-1
8. OSP Różyce – S-1
9. OSP Żurawieniec – M
10. OSP Płaskocin – M
11. OSP Osiek – S-1
12. OSP Sromów – M
13. OSP Gągolin Płn. – S-1
14. OSP Gągolin Płd. – M

## Sąsiednie gminy
Chąśno, Iłów, Kiernozia, Łowicz, Nieborów, Nowa Sucha, Rybno.